# ایستگاه کنینگ تاون
ایستگاه کنینگ تاون (انگلیسی: Canning Town station) یکی از ایستگاه‌های متروی لندن است.
این ایستگاه که در منطقه نیوهام لندن قرار دارد در سال ۱۸۴۷ تأسیس شده و جزئی از خط جوبیلی می‌باشد.

## نگارخانه

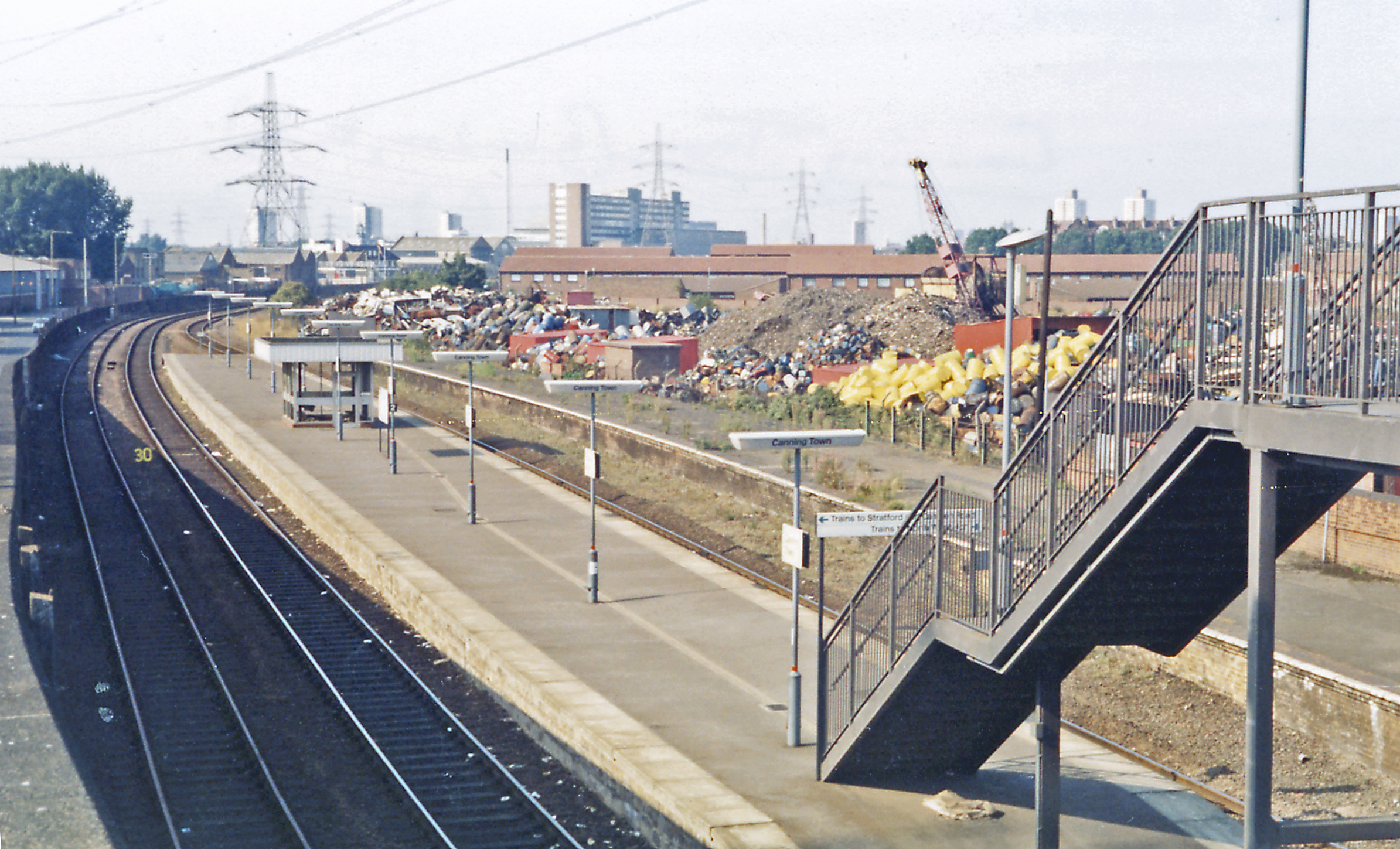
سکو ایستگاه، ۱۹۸۳
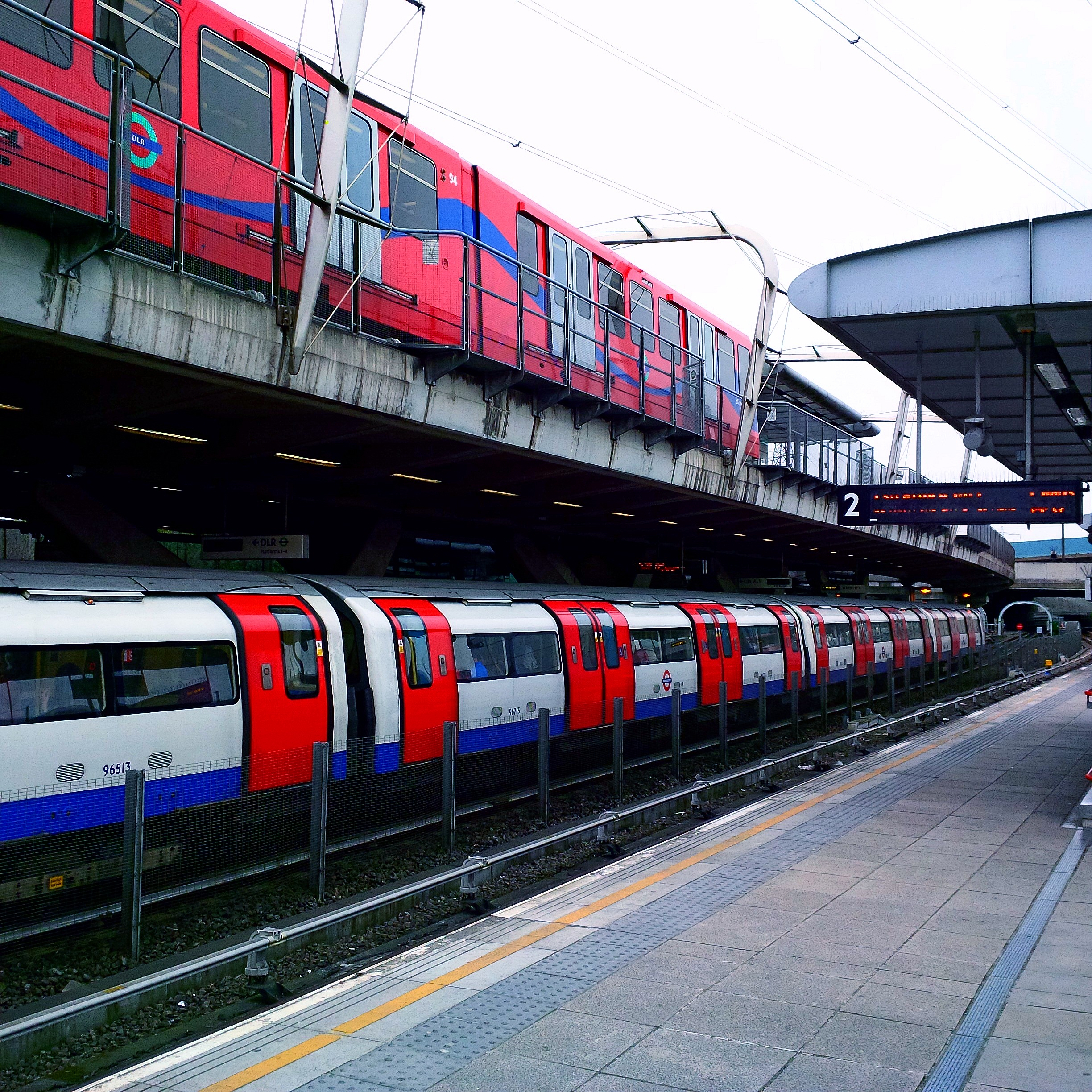
خط جوبیلی (بالا)، خط راه‌آهن سبک دوکلندز (پایین)
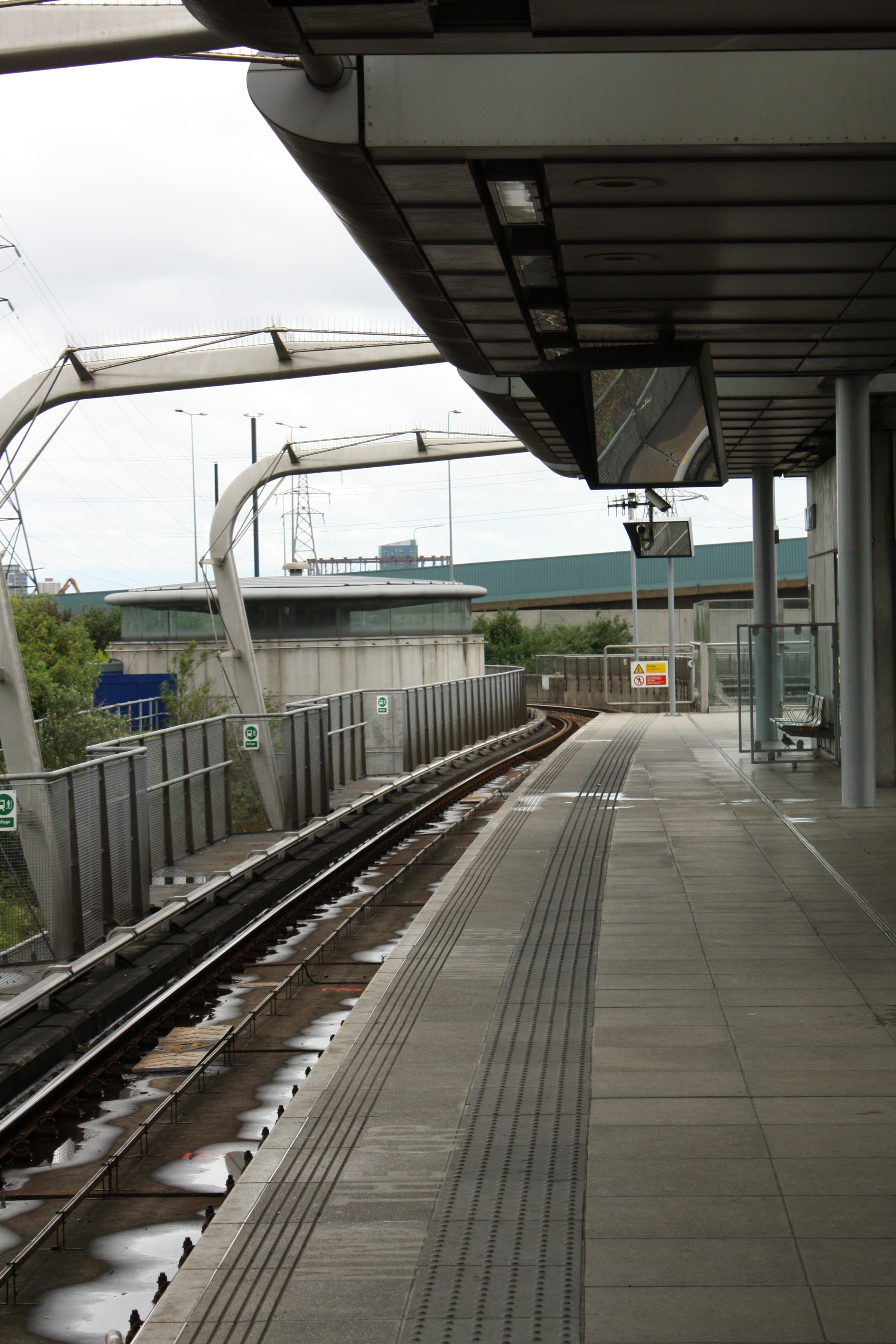
Canning Town DLR
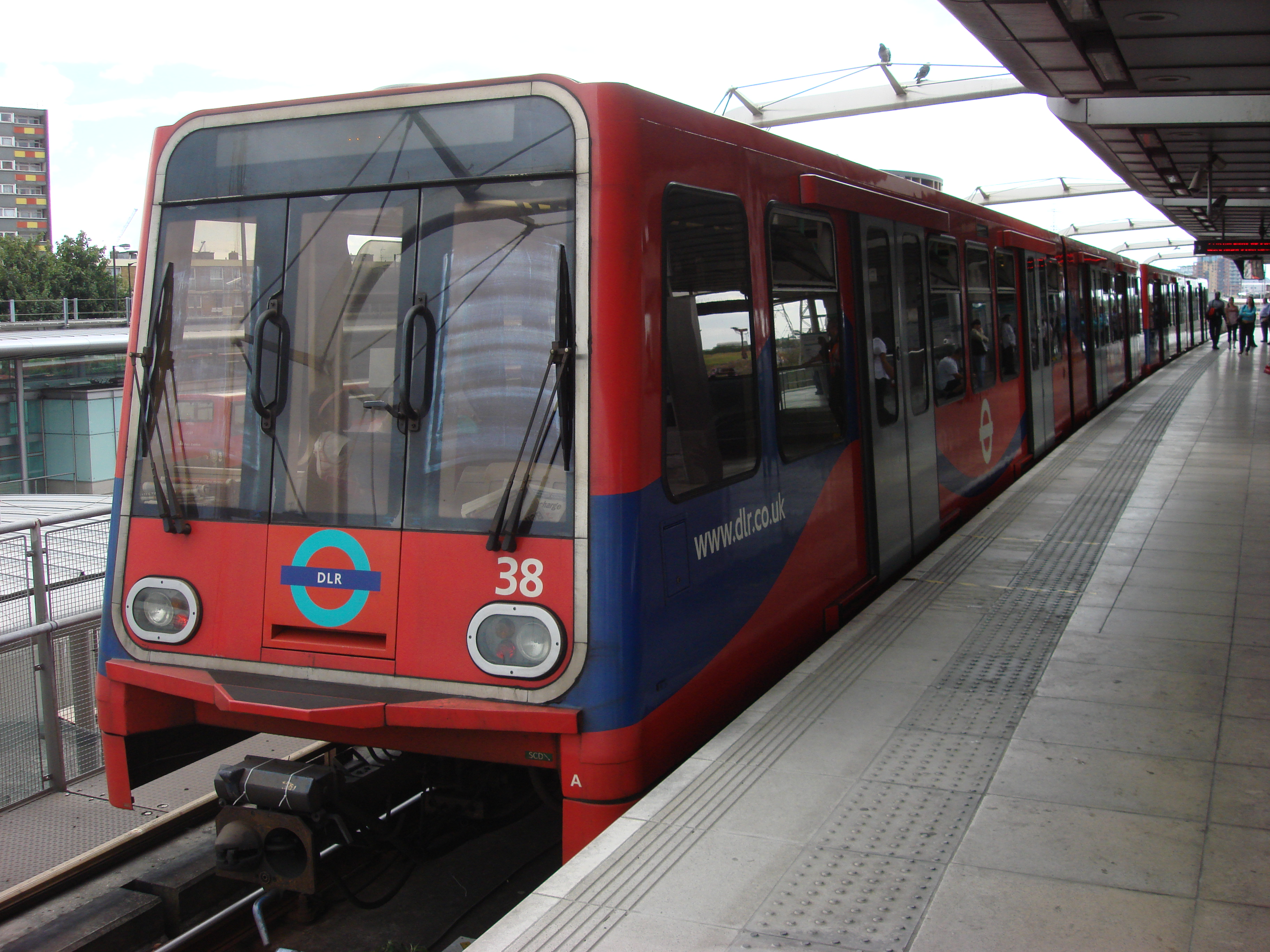
Canning Town DLR
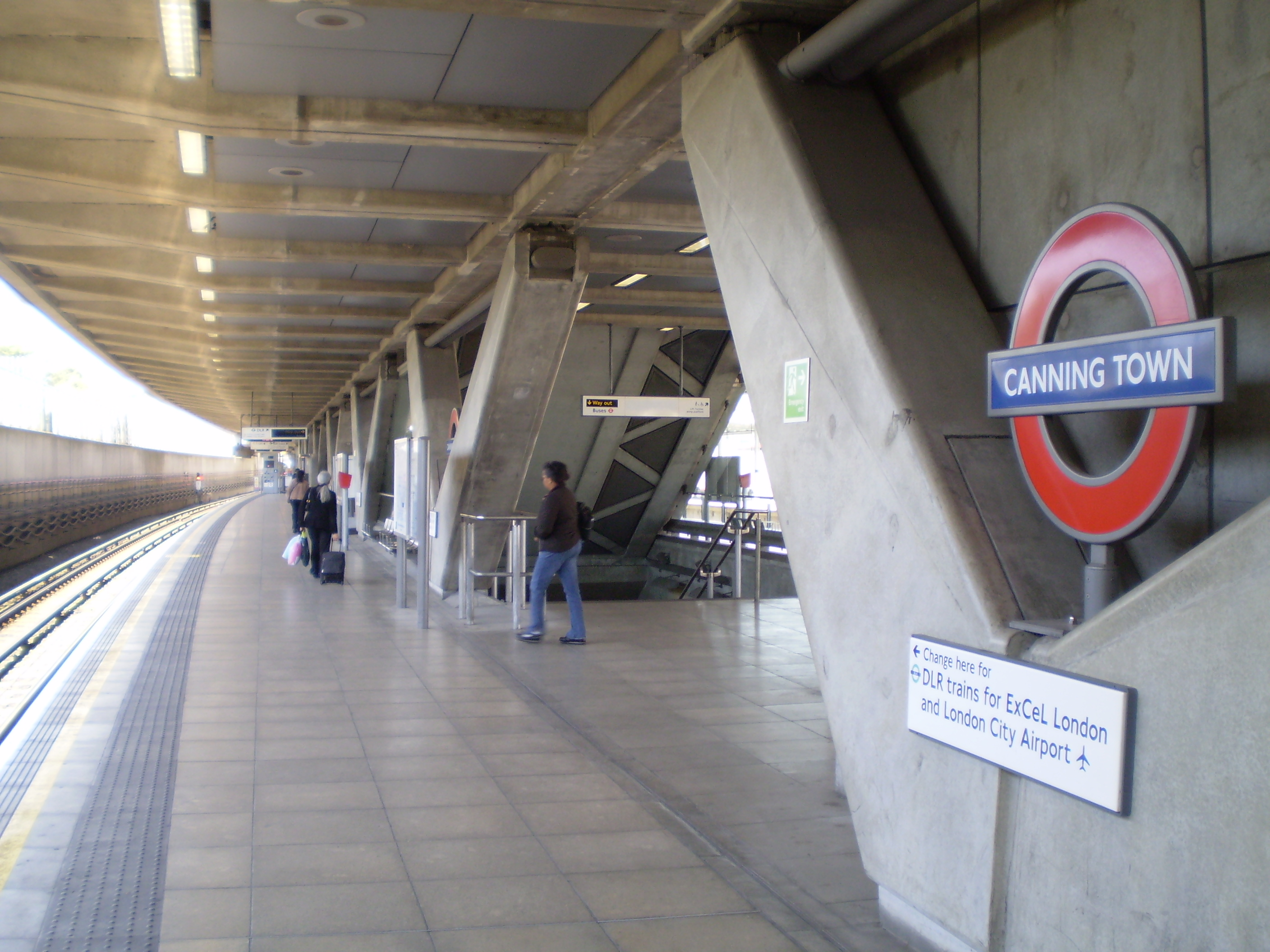